# Cybill Shepherdová
Cybill Lynne Shepherdová (* 18. února 1950 Memphis, Tennessee) je americká herečka, zpěvačka a bývalá modelka.
Jejími známými rolemi jsou postavy Jacy ve filmu Poslední představení, Maddie Hayesové v Měsíčním svitu (1985), Cybill Sheridanové v Cybill, Betsy v Taxikáři (1976) a Phyllis Krollové v The L Word.

## Život

### Mládí
Narodila se v Memphisu, nejlidnatějším městě unijního státu Tennessee Williamu Jenningsovi Shepherdovi a Patty Shobeové. Rodné jméno Cybill získala sloučením dvou jmen, po dědovi Cy a po otci Bill (William), V roce 1966 vyhrála soutěž krásy „Miss Teenage Memphis“ a roku 1968 pak „Model of the Year“, která jí otevřela dveře do světa modelingu, jemuž se věnovala od střední školy.

### Profesionální kariéra
Ve světě modelingu představovala typ „skutečné ženy“, který nastolil směr od tehdy populárních vyhublých modelek typu Twiggy. Jako modelka se objevovala na titulních stranách časopisů. Na obálce magazínu Glamour si jí všiml režisér Peter Bogdanovich, jak píše herečka ve svém životopise. Poprvé si ve filmu zahrála pod jeho režijním vedením v roce 1971 ve snímku Poslední představení. Herečka zde mimo jiné natočila nahou bazénovou scénu. Fotografie z ní pak vytiskl časopis Playboy bez jejího svolení a následovalo mimosoudní vyrovnání. Ve svém životopise dále herečka uvádí, že udržovala vztah s hercem Jeffem Bridgesem, scenáristou Larry McMurtrym a manažerem Frankem Marshallem, které titulovala pseudonymem „producenti“.
V roce 1972 hrála postavu krásné Kelly vedle Charlese Grodina ve filmu Dobyvatel srdcí, který byl pozitivně přijatý kritikou i diváky. Stejný rok se také stala dívkou v reklamní kampani firmy Kodak.
V roce 1976 se objevila ve snímku Taxikář pod režijním vedením Martina Scorseseho.
V televizních sezónách 1985–1989 hrála spolu s Brucem Willisem jednu ze dvou hlavních rolí seriálu Měsíční svit, vysílaném na stanici ABC. Stala se jednou z jejích nejvýraznějších rolí, za níž získala dvakrát Zlatý glóbus (1985, 1986).
V roce 1996 obdržela třetí Zlatý glóbus za postavu Cybill Sheridanové v seriálu Cybill vysílaném na stanici CBS, která volně popisovala její život.
Roku 2000 vyšla autobiografie Cybill Disobedience: How I Survived Beauty Pageants, Elvis, Sex, Bruce Willis, Lies, Marriage, Motherhood, Hollywood, and the Irrepressible Urge to Say What I Think, kterou napsala společně s Aimee Lee Ballovou.

### Občanské názory
Aktivně podporuje práva gayů a lesbiček, stejně jako právo na potrat. V roce 1999 za tyto aktivity obdržela v Atlantě cenu (National Ally for Equality award) od hnutí Human Rights Campaign. Prosazuje také právo na sňatek osob stejného pohlaví.

### Soukromý život
V 70. letech byl jejím přítelem zpěvák Elvis Presley. Poprvé se provdala za obchodníka s autodíly a lokálního umělce v nočním baru Davida M. Forda v roce 1978. Rozvod se uskutečnil v roce 1982. Jejich dcera Clementine Fordová (nar. 1979) je herečka a otevřeně se hlásí k lesbické orientaci. V roce 1987 se podruhé vdala za chiropraktika Bruce Oppenheima. K rozvodu došlo v roce 1990. Mají spolu dvojčata Zacka a Ariel Shepherd-Oppenheimovy. V letech 1994–1998 byla zasnoubena s hudebníkem Robertem Martinem.
Roku 2002 jí byl diagnostikován a úspěšně chirurgicky odstraněn zhoubný kožní nádor melanom, který se objevil na zádech.

## Filmografie

### Herecká filmografie
| - 2011 – 4Chosen - 2009 – Barry Munday - 2009 – High Noon (film) - 2009 – Mrs. Washington Goes to Smith (film) - 2007 – Samantha Who? (seriál) - 2006 – Agentura Jasno (seriál) - 2006 – Open Window - 2006 – Podsvětí (video film) - 2005 – Detektiv (film) - 2005 – Martha Behind Bars (film) - 2005 – Myšlenky zločince (seriál) - 2004 – The L Word (seriál) - 2003 – Cesta úspěchu (film) - 2003 – Falling Off the Verge - 2002 – 8 Simple Rules... for Dating My Teenage Daughter (seriál) - 2002 – Směr východ / Přímo na východ (film) - 2000 – Dale's All Stars (seriál) - 2000 – Marine Life - 1999 – Múza - 1997 – Cesta srdce (film) - 1995 – Cybill (seriál) - 1995 – Poslední slovo - 1994 – Když spravedlnost spí (film) - 1994 – Obchodníci s dětmi (film) - 1993 – Telling Secrets (film) - 1993 – There Was a Little Boy (film) - 1992 – Byl jednou jeden zločin | - 1992 – Memphis (film) - 1992 – Stormy Weathers (film) - 1991 – Manželské rošády - 1991 – A Party for Richard Pryor (film) - 1991 – Which Way Home (film) - 1990 – Alice - 1990 – Texasville - 1989 – Je naděje / Naděje umírá poslední - 1985 – Dlouhé horké léto (film) - 1985 – Měsíční svit (seriál) - 1985 – Seduced (film) - 1984 – Secrets of a Married Man (film) - 1983 – Masquerade (film) - 1983 – The Yellow Rose (seriál) - 1980 – The Return - 1979 – Americathon - 1979 – The Lady Vanishes - 1978 – Bankéři - 1978 – A Guide for the Married Woman (film) - 1976 – Special Delivery - 1976 – Taxikář - 1975 – At Long Last Love - 1974 – Daisy Millerová - 1972 – Dobyvatel srdcí - 1971 – Poslední představení |

### Dokumentární filmografie
- 2008 – Sex: The Revolution
- 2003 – Bezstarostní jezdci, zuřící býci
- 1999 – The Last Picture Show: A Look Back
- 1999 – Making Taxi Driver
- 1991 – Picture This: The Times of Peter Bogdanovich in Archer City, Texas

### Host televizních pořadů
- 2004 – The Tony Danza Show
- 1998 – Na plovárně (viz externí odkazy)
- 1981 – Entertainment Tonight